# بهترین طرح‌های ارائه شده
بهترین طرح‌های ارائه شده (به انگلیسی: Best Laid Plans) فیلمی محصول سال ۱۹۹۳ و به کارگردانی مایک بارکر است. در این فیلم بازیگرانی همچون ریس ویترسپون، آلساندرو نیوولا، جاش برولین، ترنس هاوارد و جامی مارش ایفای نقش کرده‌اند.